# قناة فانفيتيللي
قناة فانفيتيللي (بالإنجليزية: Aqueduct of Vanvitelli)‏ هو مجرى مائي مرفوع بُني لإمداد قصر كاسيرتا وسان لوتشو بالمياه القادِمة من سفوح جبل تابورنو، من ينابيع فيزو في إقليم بوشيانو الذي يَمر على طول 38 كم من المسلك والذي معظمه تحت الأرض.

## التصميم
تكلُفة بناء القناة دفعها كارلوس الثالث ملك إسبانيا وقام بتصميمه لويجي فانفيتيلي ومنهُ يُستمد إسمه، بدأ بِنائه مارس 1753، وانتهى بنائه مع افتتاحه في 7 مايو 1762.
يَبلُغ طول البِناء 55.8 متر (183 قدم)، وقد أصبح أحد مواقع التراث العالمي سنة 1997.